# Гольгер Бадштубер
Го́льгер Бадшту́бер ( Holger Badstuber; нар. 13 березня 1989 року, Меммінген, ФРН) — німецький футболіст. Захисник клубу «Люцерн» та збірної Німеччини.

## Досягнення
«Баварія»
- Чемпіон Німеччини: 2009-10, 2012-13, 2013-14, 2014-15, 2015-16
- Володар Кубка Німеччини: 2009-10, 2012-13, 2013-14, 2015-16
- Володар Суперкубка Німеччини: 2010, 2012, 2016
- Переможець Ліги чемпіонів УЄФА: 2012-13
- Переможець Суперкубка УЄФА: 2013
- Переможець Клубного чемпіонату світу: 2013
- Бронзовий призер чемпіонату світу: 2010